# Сараево (Болгария)
Сараево (болг. Сараево) — село в Болгарии. Находится в Врачанской области, входит в общину Мизия. Население составляет 48 человек.

## Политическая ситуация
Сараево подчиняется непосредственно общине и не имеет своего кмета.
Кмет (мэр) общины Мизия — Виолин Иванов Крушовенски (Национальное движение «Симеон Второй» (НДСВ)) по результатам выборов в правление общины.